# هرگیسدورف
هرگیسدورف (به آلمانی: Hergisdorf) یک شهر در آلمان است که در مانسفلد-زودهارتس واقع شده‌است. هرگیسدورف ۱٬۸۲۹ نفر جمعیت دارد.